# Lijst van burgemeesters van Kloosterburen
Dit is een lijst van burgemeesters van de voormalige Nederlandse gemeente Kloosterburen in de provincie Groningen. Per 1 januari 1990 werden de gemeenten Eenrum, Kloosterburen, Leens en Ulrum samengevoegd tot de nieuwe gemeente De Marne.
| Ambtsperiode | Naam burgemeester             | Partij of stroming | Bijzonderheden                                                       |
| ------------ | ----------------------------- | ------------------ | -------------------------------------------------------------------- |
| 1811 - 1846  | Hindrik Klasen (H.K.) Borgman |                    | ovl. 13 april 1846                                                   |
| 1846 - 1851  | mr. Wolther (W.) Wolthers     |                    | was burgemeester van Marum, werd burgemeester van Leens en van Ulrum |
| 1851 - 1856  | dr. Petrus Alting Mees        |                    | tevens burgemeester van Eenrum                                       |
| 1856 - 1892  | Jacob (J.A.) Waterbolk        |                    |                                                                      |
| 1892 - 1913  | Pieter (P.A.) Leima           |                    | ovl. 30 juli 1913                                                    |
| 1913 - 1932  | Sebo Eltjo (S.E.) Woldringh   |                    | afgebeeld op De Paardenkeuring door Otto Eerelman                    |
| 1932 - 1945  | Hendrik (H.) Scholtens        |                    |                                                                      |
| 1946 - 1967  | M.H. Boerland                 | KVP                |                                                                      |
| 1967 - 1980  | W.B.H. Bos                    | KVP                | werd burgemeester van Putte                                          |
| 1981 - 1989  | Jan (J.A.) Leegwater          | CDA                | werd burgemeester van Scheemda                                       |